# Tamme-Lauri ek

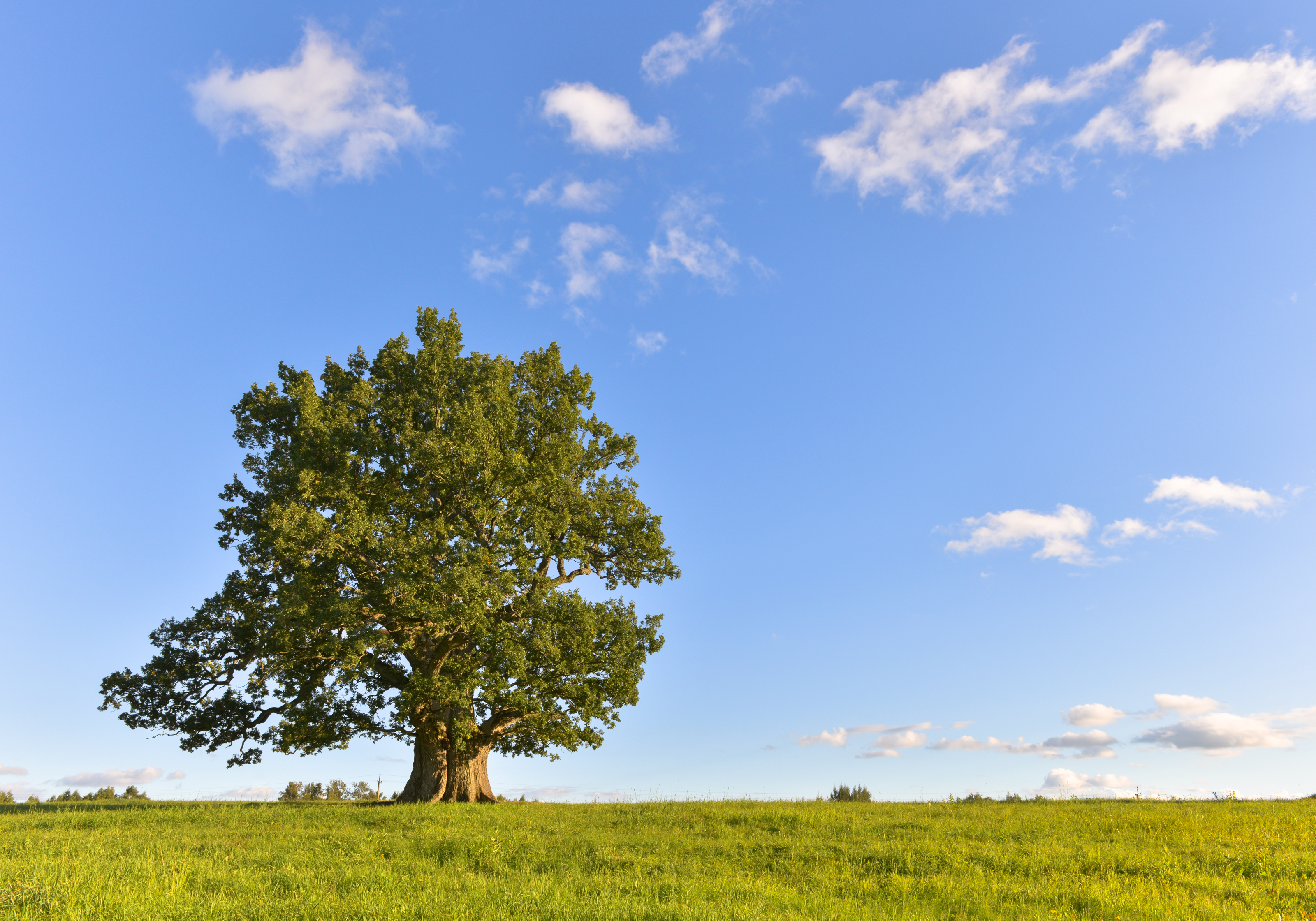
Tamme-Lauri ek.

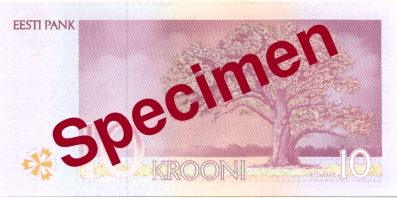
Den estniska tiokronorssedeln, med en bild på Tamme-Lauri ek.

Tamme-Lauri ek (estniska: Tamme-Lauri tamm) i Urvaste är Estlands äldsta ek. Dess omkrets är 8,21 meter, och den är 20 meter hög. Dess ålder har uppskattats till 680 år. Den fanns på den estniska tiokronorssedeln.